# سخر الطایفی
سخر الطایفی (به انگلیسی: Sakhr al-Taifi) ‏ (کشته شده ۲۷ می ۲۰۱۲) از سران گروه القاعده می‌باشد. سخر الطایفی در اداره اردوگاه‌های آموزشی در داخل افغانستان نقش داشته‌است. ناتو اعلام کرد سخر الطایفی در یک حمله هوایی در استان کنر در روز یکشنبه ۷ خرداد ۱۳۹۱ کشته شده‌است. الطایفی از رهبران تسهیل‌کننده عملیات القاعده در افغانستان بود. او در انتقال جنگجویان از پاکستان به داخل افغانستان و آموزش دهی به ستیزه‌جویان طالبان و تعلیم چگونگی ساخت بمب‌های دست‌ساز به آنها دست داشته‌است. از دید ناتو سخر الطایفی مرد شماره دو القاعده در افغانستان بوده‌است و در این صورت می‌توان گفت که ناتو هدف مهمی را از پیش روی خود برداشته است.